# Ignacy Ścibiorek
Ignacy Ścibiorek (ur. 1950) – polski strażak, nadbrygadier, p.o. komendanta głównego Państwowej Straży Pożarnej (1997).

## Życiorys
Absolwent Technikum Łączności nr 1 w Łodzi im. K. Jagiełły, w latach 1969–1973 kontynuował naukę w Szkole Oficerów Pożarnictwa w Warszawie (Szkoła Główna Służby Pożarniczej). Pełnił wówczas służbę w systemie skoszarowanym i zmianowym (24x24) w Oddziale IV ZSP przy ul. Grabiszyńskiej (ukończył kursy szeregowych i specjalizujące oraz prawa jazdy). Ukończenie Szkoły Oficerów Pożarnictwa połączone było z uroczystą promocją na Placu Teatralnym w Warszawie 16 maja 1973 r. Awans na pierwszy stopień oficerski nadbrygadier Ignacy Ścibiorek otrzymał z rąk gen. poż. Zygmunta Jarosza – komendanta głównego PSP.
Zgodnie z otrzymanym od niego przydziałem służbowym 15 czerwca 1973 rozpoczął służbę w Łodzi w Komendzie Straży Pożarnych.
W latach 1976–1980 kontynuował w systemie zaocznym naukę w Wyższej Oficerskiej Szkole Pożarniczej. Ukończył ją z tytułem inżyniera pożarnictwa – specjalizacja techniczna. Lata 1989–1990 to czas studiów podyplomowych w zakresie organizacji i zarządzania w ochronie przeciwpożarowej w Szkole Głównej Państwowej Straży Pożarnej. Ponadto ukończył roczne szkolenie pedagogiczne, dające uprawnienia nauczyciela zawodu.
Służbę w Łódzkiej Straży Pożarnej rozpoczął na stanowisku oficera – wykładowcy w Wojewódzkim Ośrodku Szkolenia Praktycznego połączonym z jednostką taktyczną. Po roku służby przeniesiony do łódzkiej komendy na stanowisko oficera operacyjnego w Wojewódzkim Stanowisku Kierowania. W czasie czteroletniej służby na tym stanowisku uczestniczył w ponad tysiącu akcji ratowniczych.
W 1978 awansowany na stanowisko komendanta rejonowego straży pożarnych Łódź-Polesie i komendanta Zawodowej Straży Pożarnej Łódź Polesie z podległymi III, IX i XIII Oddziałami ZSP. W 1987 został komendantem Wojewódzkiego Ośrodka Szkolenia Pożarniczego połączonego z Oddziałem VII ZSP. Odpowiedzialny był za szkolenie kwalifikacyjne podoficerskie i szeregowych pożarnictwa oraz funkcyjne ochotniczych straży pożarnych, sport pożarniczy i nadzór nad szkoleniem doskonalącym w jednostkach ZSP na terenie całego województwa łódzkiego. Współodpowiedzialny za organizację we wrześniu 1988 w Łodzi VII Mistrzostw Polski w Sporcie Pożarniczym i VII Krajowych Zawodów Sportowo-Pożarniczych OSP. Uczestniczyło w nich łącznie po 49 reprezentacji ZSP i OSP ze wszystkich województw i trzech szkół pożarniczych, łącznie ponad 1400 zawodników – najwięcej w historii Polski.
W 1981 dowodził grupą warszawsko-łódzką w czasie gaszenia odwiertu ropy w Karlinie (jako dowódca odcinka bojowego) w województwie koszalińskim. W 1979 r. odpowiadał za zabezpieczenie wizyty papieża Jana Pawła II na łódzkim lotnisku Lublinek. Od 1986 do 1991 członek Odwoławczej Komisji Dyscyplinarnej przy Komendancie Głównym Straży Pożarnych.
2 listopada 1990 otrzymał awans na stanowisko komendanta wojewódzkiego straży pożarnych w Łodzi. Najważniejsze działania, które wówczas podejmował związane były z transformacją formacji pożarniczej i przygotowaniem łódzkiego garnizonu do realizacji nowych zadań wynikających z ustaw o PSP i ochronie p.poż.
Podczas swojej kariery zawodowej nadbryg. Ignacy Ścibiorek dowodził wieloma akcjami ratowniczymi, m.in. po wybuchach gazu na osiedlu Retkinia w Łodzi w 1979 i 1983 oraz w Łódzkiej Wytwórni Papierosów w 1993, a także w budynku wysokościowym przy al. Józefa Piłsudskiego w 1994.
Otrzymał od ministra spraw wewnętrznych Antoniego Macierewicza propozycję objęcia funkcji pierwszego komendanta głównego Państwowej Straży Pożarnej, której jednak nie przyjął.
Na wniosek komendanta głównego PSP gen. Ryszarda Korzeniewskiego 12 stycznia 1997 r. został przeniesiony na stanowisko zastępcy komendanta głównego PSP m.in. z zadaniami nadzoru nad sprawami operacyjnymi i prewencyjnymi, specjalnymi i łącznością oraz redakcją „Przeglądu Pożarniczego”. Na wniosek nadbryg. R. Korzeniewskiego poparty przez ówczesnego ministra spraw wewnętrznych i administracji Leszka Millera, Prezydent Rzeczypospolitej Polskiej Aleksander Kwaśniewski nadał mu stopień nadbrygadiera. Uroczystość nominacji odbyła się 3 maja 1997 w Pałacu Prezydenckim.
W lipcu i sierpniu 1997 praca całej Komendy Głównej PSP została postawiona w stan najwyższej gotowości w związku z powodzią tysiąclecia, która objęła zachodnią część kraju, a w szczególności dorzecze Odry. Stany osobowe zostały skoszarowane, uruchomiono krajowe odwody operacyjne, powołano sztaby z udziałem władz rządowych i samorządowych oraz wszystkich służb ratowniczych. Komendant główny PSP i jego zastępca ds. operacyjnych zostali zaangażowani w pełni do pracy w Sztabie Rządowym ds. Nadzwyczajnych Zagrożeń oraz przeglądu i dowodzenia siłami na terenie powodziowym. W prowadzeniu działań wykorzystane zostały nowe rozwiązania prawne, włączono w nie wszystkie podmioty ratownicze, a w tym znaczne zasoby ludzi i sprzętu wojskowego (m.in. śmigłowce).
W związku z przejściem 30 września 1997 dotychczasowego komendanta głównego w stan spoczynku nadbryg. Ignacy Ścibiorek 1 października został mianowany pełniącym obowiązki komendanta głównego. Praca jego samego i podległych mu struktur została ukierunkowana na odtworzenie potencjału logistyczno-operacyjnego PSP oraz krajowego systemu ratowniczo-gaśniczego.
10 grudnia 1997 złożył do ministra spraw wewnętrznych i administracji raport o przejście w stan spoczynku, w który został przeniesiony 31 marca 1998.

## Odznaczenia
W uznaniu zasług dla polskiego pożarnictwa odznaczony m.in.: Krzyżem Kawalerskim Orderu Odrodzenia Polski (1996), Złotym, Srebrnym i Brązowym Krzyżem Zasługi, Medalem za Ofiarność i Odwagę, Złotą Odznaką „Za Ratowanie Życia i Ochronę Mienia”, Złotą Odznaką „Za Zasługi dla Ochrony Przeciwpożarowej”, Odznaką honorową „Zasłużony Funkcjonariusz Pożarnictwa”, Złotym Znakiem Związku OSP RP, Honorową Odznaką Miasta Łodzi w 1998 r. i Odznaką „Za Zasługi dla Miasta Łodzi” 2020 r., Medalem Honorowym Województwa Łódzkiego, Złotym, Srebrnym i Brązowym Medalem „Za Zasługi dla Pożarnictwa”, Złotym, Srebrnym i Brązowym Medalem „Za zasługi dla Obronności Kraju”, Złotą, Srebrną i Brązową Odznaką „Zasłużony Działacz LOK”, Odznaką Honorową PCK II i III stopnia, Odznaką „Za Zasługi dla Górnictwa Naftowego i Gazownictwa” oraz Medalem Honorowym im. Józefa Tuliszkowskiego, Honorowym Medalem 600-lecia Miasta Łodzi „za działania na rzecz rozwoju Łodzi przyznawane z okazji 600-lecia Miasta” (2023).

## Życie prywatne
Po przejściu w stan spoczynku działalność zawodową prowadzi jako doradca w zakresie bezpieczeństwa pożarowego i rzeczoznawca.
Od 2002 członek Klubu Generałów Państwowej Straży Pożarnej RP. Członek Kapituły Medalu im. Józefa Tuliszkowskiego przy Komendancie Głównym PSP. Społecznie działacz Polskiego Czerwonego Krzyża, członek Stowarzyszenia Inżynierów i Techników Pożarnictwa oraz Związku Ochotniczych Straży Pożarnych. Działacz społeczny i filantrop. Członek honorowy wielu jednostek ochotniczych straży pożarnych.
Brat założyciel (reaktywacji) Łódzkiego Towarzystwa Strzeleckiego Bractwa Kurkowego (od 1994), wieloletni starszy bractwa (prezes). Działacz Okręgu Centralnego i Zjednoczenia Kurkowych Bractw Strzeleckich RP. Odznaczony m.in. Krzyżem Oficerskim, Krzyżem Komandorskim i Krzyżem Komandorskim z Mieczami Orderu Zasługi Zjednoczenia Kurkowych Bractw Strzeleckich Rzeczypospolitej Polskiej, Brązowym Krzyżem Zasługi EGS oraz Gwiazdą Wielką do Krzyża. Komandorskiego z Mieczami Orderu Zasługi Zjednoczenia Kurkowych Bractw Strzeleckich RP. Jest członkiem Zakonu Rycerskiego Świętego Sebastiana w Europie.
Żonaty, ojciec dwóch córek i dziadek pięciorga wnucząt.